# Alfred Cellier
Alfred Cellier (Hackney, 1 de desembre de 1844 – Londres, 28 de desembre de 1891), fou un compositor, arranjador i director anglès.
L'any 1862 aconseguí la plaça d'organista a Blackheath i el 1867 a St. Albans de Londres. Més tard fou director del Prince's Theatre a Manchester, ocupà el mateix lloc de 1877 a 1879 en l'Òpera Còmica de Londres; després de residir llargues temporades als Estats Units i Austràlia retornà a la seva pàtria el 1887.
Se li deuen un gran nombre d'operetes, entre elles:
- Charrity beguins at home (1870),
- The Sultan of Mocha, The Tower of London, Nell Gwynne (1886),
- The Foster brothers, Dora's dream, The Spectre Knight, Bella Donna, After all, In the Sulks, The Carp (1886),
- Mrs. Jeremie's Genie (1887),
- Doris (1889),
- The Mountebanchs (1892).

L'òpera seriosa Pandora, estrenada a Boston el 1881, a més de diverses obres simfòniques, cançons populars, composicions per a piano, etc.